# The Royal Sessions
The Royal Sessions is het vijfde solo studioalbum van Paul Rodgers. Dit in 2014 uitgebrachte album is een verzameling van oude soulklassiekers van onder andere Otis Redding, Albert King en Sam Cooke. Paul Rodgers nam het album volledig analoog op in de Royal Studios in Memphis, Tennessee. De opbrengsten van de cd-verkoop schonk hij volledig aan de Stax Music Academy.

## Tracklist
1. I Thank You (Isaac Hayes en David Porter) - 3:10
2. Down Don't Bother Me (Albert King) - 2:17
3. I Can't Stand the Rain (Don Bryant, Bernard Miller en Ann Peebles) - 4:05
4. I've Been Loving You Too Long (To Stop Now) (Jerry Butler en Otis Redding) - 5:36
5. That's How Strong My Love Is (Roosevelt Jamison) - 3:15
6. Walk On By (Burt Bacharach en Hal David) - 6:49
7. Any Ole Way (Steve Cropper en Otis Redding) - 2:38
8. It's Growing (Warren Moore en Smokey Robinson) - 3:05
9. Born Under a Bad Sign (William Bell en Booker T. Jones) - 4:09
10. I've Got Dreams to Remember (Otis Redding) - 6:31

Exclusief voor Amazon
1. Shake (Sam Cooke) - 3:30
2. Walk in My Shadow (Paul Rodgers) -  3:01
3. Wonderful World (Sam Cooke, Herb Alpert en Lou Adler) - 3:14